# レアンドロ・トーレス
レアンドロ・ガブリエル・トーレス（西: Leandro Gabriel Torres, 1988年11月4日 - ）は、アルゼンチン・ロサリオ出身のサッカー選手。ポジションはミッドフィールダー。

## 来歴
2006年にニューウェルズ・オールドボーイズとプロ契約し、同年11月5日、CAインデペンディエンテ戦でデビューを果たした。ニューウェルズでリーグ戦38試合に出場した後、2009年にCDゴドイ・クルス・アントニオ・トンバにローン移籍した。
2010年7月、買取オプション付きのローン移籍でエクアドルのCSエメレクに移籍した。2010年のコパ・スダメリカーナ、2011年のコパ・リベルタドーレスに出場した。
2013年1月、チリのサンティアゴ・ワンダラーズに移籍した。
2014年、タイのブリーラム・ユナイテッドFCに移籍した。

## 個人成績
（2014年3月11日時点）
| 年度 | クラブ     | 大会                   | 出場 | 得点 |
| ---- | ---------- | ---------------------- | ---- | ---- |
| 2010 | CSエメレク | コパ・スダメリカーナ   | 3    | 0    |
| 2011 | CSエメレク | コパ・リベルタドーレス | 3    | 0    |
| 通算 | 通算       | 通算                   | 6    | 0    |

## 所属クラブ
ユース経歴
- ニューウェルズ・オールドボーイズ

シニア経歴
- 2006年 - 2009年  ニューウェルズ・オールドボーイズ
- 2009年 - 2010年  CDゴドイ・クルス・アントニオ・トンバ
- 2010年 - 2011年 → CSエメレク
- 2011年 - 2012年  ニューウェルズ・オールドボーイズ
- 2013年  サンティアゴ・ワンダラーズ
- 2014年  ブリーラム・ユナイテッドFC
- 2014年 - 2015年  コキンボ・ウニド
- 2016年  FCベルシナ・バブルイスク
- 2016年 -  FCディナモ・ブレスト

## タイトル
ブリーラム・ユナイテッドFC
- コー・ロイヤルカップ
  - 優勝 (1) : 2014

CSエメレク
- セリエA (エクアドル)
  - 準優勝 (1) : 2010